# Коранги
Коранги (англ. Korangi) — техсил расположенный в южной части пакистанского города Карачи, столицы провинции Синд.

## История
Техсил был создан после реорганизации территориального деления Карачи в 2000 году.

## Географическое положение
Техсил граничит с Аравийским морем на юге, состоит из 9 союзных советов.

## Население
В 1998 году население техсила составляло 546 504 человек. Национальный состав техсила разнообразный, здесь проживают: синдхи, мухаджиры, пуштуны и белуджи. Здесь проживает большое количество нелегальных эмигрантов бихари, также есть выходцы из Бангладеш и Мьянмы.